# Телебачення
Телеба́чення (ТБ), також телеві́зія (ТВ), (запозичено через західноєвропейські мови від дав.-гр. τῆλε — далеко і лат. vīsiō — бачення) — загальний термін, що охоплює всі аспекти технології та практичної діяльності, пов'язаних з безпровідною передачею рухомих зображень зі звуковим супроводом у реальному часі.
Телебачення є потужним засобом комунікації, засобом масової інформації, пропаганди та маніпуляцій. Водночас, у вужчому сенсі, під телебаченням розуміють галузь техніки і відповідної технічної науки.
Телебаченням називають також виробництво аудіовізуальних програм та передач або комплектування (пакетування) придбаних аудіовізуальних програм та передач і їхнього поширення незалежно від технічних засобів розповсюдження.
Телебачення стало доступним у грубій експериментальній формі ще наприкінці 1920-х років. Після Другої світової війни вдосконалена форма чорно-білого телевізійного мовлення стала популярною у США, а згодом і в інших країнах світу. У середині 60-х років набуло швидкого поширення кольорове мовлення у розвинених країнах. З винаходом касети Betamax та VHS, лазерних дисків, флеш-накопичувачів та інших компактних засобів запису й відтворення зображень, телевізори почали використовувати не тільки для прийому телепередач, а й для перегляду записаної інформації. З винаходом Інтернету з'явилося й розвивається Інтернет-телебачення.

## Історія
На ранніх стадіях розвитку, телебачення використовувало поєднання оптичних, механічних та електронних технологій для отримання, передачі та показу візуальних зображень. Системи телебачення від кінця 1920-х років до сучасних систем використовують тільки оптичні й електронні технології. Однак, знання, отримані при роботі з електромеханічними системами, мали вирішальне значення в розвитку повністю електронного телебачення.

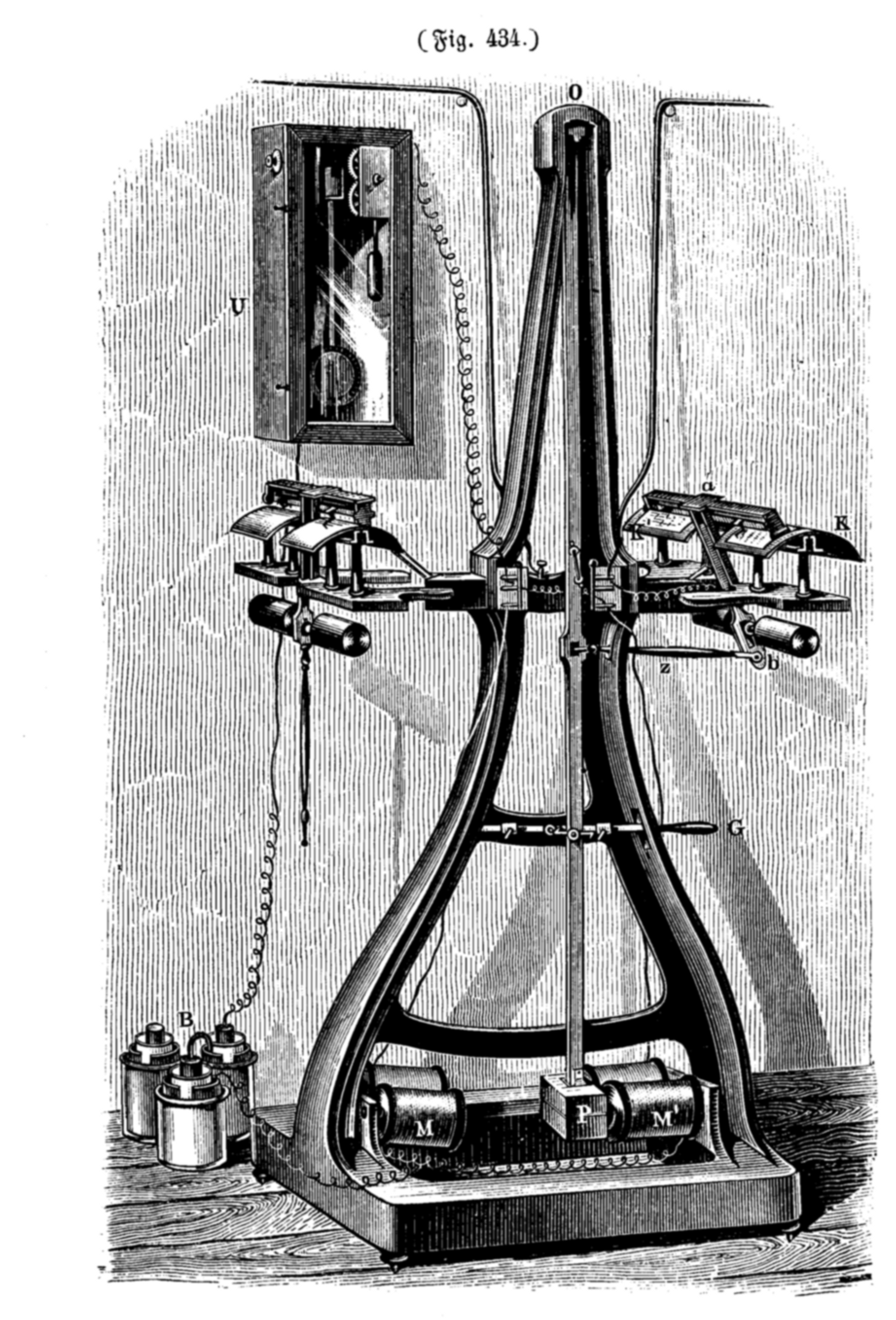
Пантелеграф

Перші зображення, передані з використанням електрики, були відправлені давніми механічними факсами, у тому числі пантелеграфами, опрацьованими в кінці дев'ятнадцятого століття. Концепція передачі за допомогою електрики, рухомих телевізійних зображень, вперше з'явилася в 1878 році, невдовзі після винаходу телефону, як телефоноскоп. Думка, що, коли-небудь, світло можна буде передати по мідних дротах як звуки, у той час, була витвором уяви авторів наукової фантастики.
Ідея використовувати сканування для передачі зображень була фактично впроваджена в практику в 1881 році у пантелеграфах, за допомогою маятникоподібного механізму сканування. З цього часу сканування, у тій чи іншій формі, використовується майже в кожній технології передачі зображення, включаючи сучасний телевізор. Це концепція «растеризації», процес перетворення візуального образу в потік електричних імпульсів.

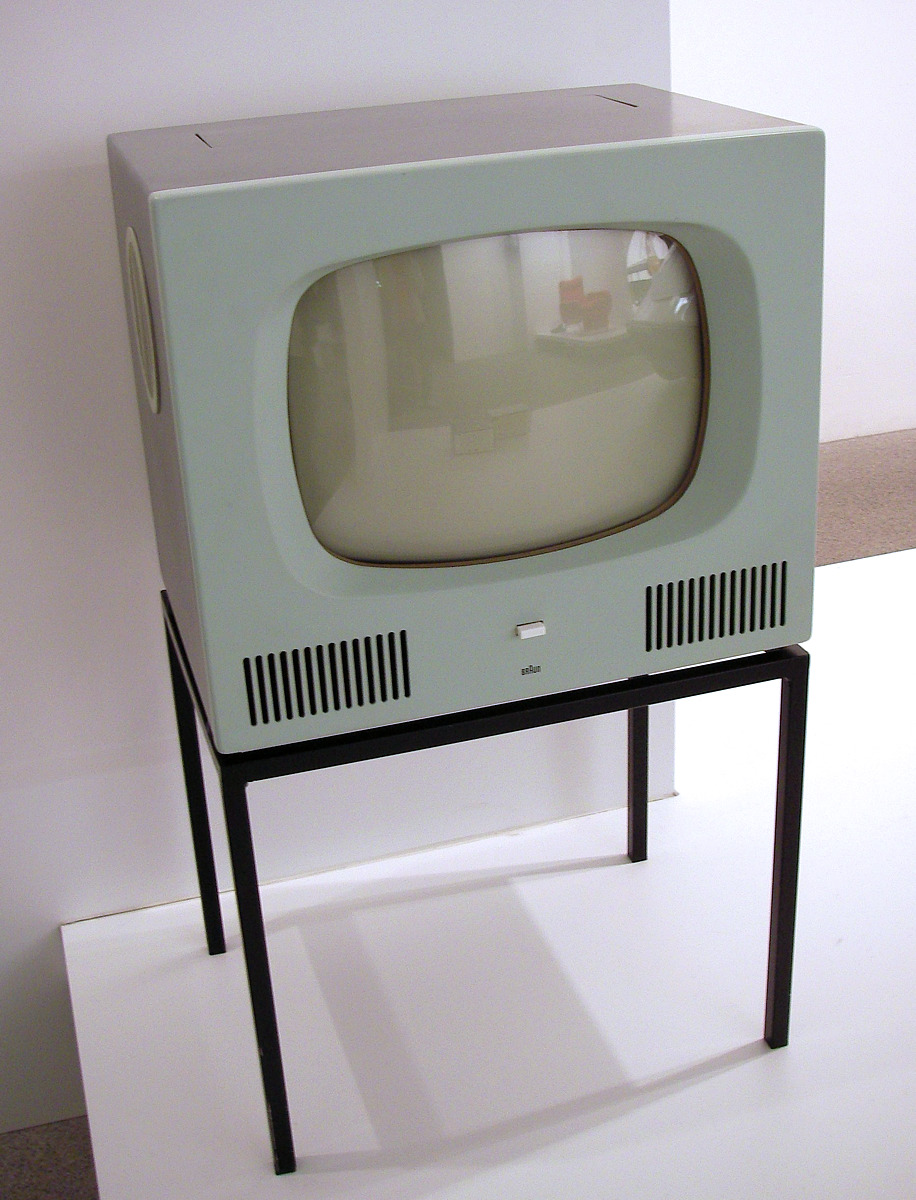
Телевізор Braun HF 1, Німеччина, 1958

У 1884 році Пауль Ґотліб Ніпков, 23-річний студент університету в Німеччині, запатентував першу електромеханічну систему телебачення, яка використовувала сканувальний диск, що обертався переміщаючи спіральні ряди отворів, через які здійснювалась растеризація. Отвори були розташовані на рівних кутових інтервалах, кожен оберт диска дозволяв світлу проникати через кожний отвір на світлочутливий селеновий сенсор, який виробляв електричні імпульси. Коли зображення фокусувалося на обертовому диску, кожна дірка здійснювала горизонтальний «зріз» всього зображення.
Винахід Ніпкова не використовувався у практиці аж до розвитку технології лампових підсилювачів. Пристрій надавався, як і раніше, лише для передачі півтонових зображень представлених рівновіддаленими точками різного розміру по телеграфних або телефонних лініях. Пізніше в конструкції використовували рухомий дзеркальний барабанний сканер для зняття зображення та електронно-променеві трубки, як пристрій відображення, але передавання рухомих зображень, як і раніше, не було можливим, переважно, через значну інерційність рухомих частин та погану чутливість селенових давачів.
Використовуючи диск Ніпкова, шотландському винахідникові Джону Лоґі Берду в Лондоні в 1925 році вдалося продемонструвати передачу зображення рухомого силуету і рухомого монохроматичного зображення в 1926 році. Сканувальний диск Берда, з подвійною спіраллю лінз, давав зображення з роздільною здатністю 30 ліній, достатньою, щоб розгледіти обличчя людини. Це демонстрація Берда, зазвичай, вважається першою у світі справжньою демонстрацією телебачення, хоч механічні телевізійні пристрої віддавна не використовуються. Показово, що в 1927 році Берд також винайшов першу у світі систему відеозапису «відеофон» (англ. Phonovision): шляхом модуляції вихідного сигналу його телекамери до звукового діапазону, він був в змозі записати сигнал на 10-дюймовому восковому аудіо дискові за допомогою звичайної технології аудіозапису. Кілька записів з Бердового «відеофону» вижили, були в 1990-х роках розшифровані та рендеровані, з використанням сучасних технологій обробки цифрових сигналів, у видимі зображення.
На початку 1907 року німецький винахідник Макс Дікман спроєктував, виготовив та провів лабораторні дослідження напівелектронного ТБ. Передавачем була електромеханічна система в якій здійснювалось контактне сканування плоских металевих трафаретів у вигляді букв, цифр та інших геометричних фігур, призначених для передавання. Для цього використовувався металевий диск Ніпкова, який здійснював 10 обертів за секунду. На диску були закріплені 20 спірально розташованих контактних щіток (на місці дірок диска). Приймачем була трубка Брауна з екраном 3×3 дюйми, розгортка, відповідно, була 10 кадрів за секунду по вертикалі та 20 рядків по горизонталі.
У 1907 році, російський вчений Борис Розінг запатентував, а в 1911 році продемонстрував напівелектронну систему телебачення з безконтактним скануванням. Приймальним пристроєм була електронно-променева трубка — модифікована автором трубка Брауна. Для передавання нерухомих простих геометричних форм, використаний електромеханічний дзеркальний барабанний сканер.
1925 року на транспортній виставці в Мюнхені, німецький вчений М. Дікман демонстрував телевізійну систему з електронними передавальною та приймальною трубками. У передавальному пристрої здійснювалось 50 — рядкове перетворення зображення. Передавались нерухомі зображення схем транспортних магістралей. Система ТБ була здатна передавати рухомі зображення силуетів. На передавальну ЕПТ, 3 жовтня 1927 року був отриманий патент DE450187 (C) з пріоритетом від 5 квітня 1925 року.
9 листопада 1925 року український винахідник Б. Грабовський в співавторстві зі своїми однодумцями Н. Піскуновим та В. Поповим подали документи на патентування електронного телебачення (без використання електромеханічних, рухомих елементів). Патент № 5592 отримали 30 червня 1928 року. 26 липня та 4 серпня 1928 року у Ташкенті відбулась, вперше у світі, публічна демонстрація та приймання науковою комісією повністю електронного, безпровідного телебачення. На екрані приймальної трубки, на відстані десятків метрів у прямому ефірі, спостерігали рухомі зображення пішоходів, трамваю, що перетинав площу та обличчя помічника, який здіймав і одягав кашкета. Цей факт був зафіксований місцевою кінохронікою.
У 1926 році угорський інженер Кальман Тіганий (угор. Kálmán Tihanyi) розробив телевізійну систему, яка використовувала повністю електронні елементи сканування і відображення, використовуючи принцип «накопичення заряду» в сканері (камері).
У 1927 році російський винахідник Лев Термен розробив телевізійну систему з дзеркальним барабанним сканером, яка давала зображення з роздільною здатністю 100 рядків з переплетенням (100i).
Крім того, у 1927 році, Герберт Івс (англ. Herbert E. Ives) з Bell Labs передавав рухомі зображення зняті диском з 50 отворами з частотою 16 кадрів на хвилину кабелем з Вашингтона до Нью-Йорка, і по радіо з Уіппані, Нью-Джерсі. Івс використовував екрани розміром 60 на 75 см. Суб'єктом трансмісії був Герберт Гувер, тоді міністр торгівлі, пізніше президент США. Журналісти могли бачити Гувера і розмовляти з ним.
У 1927 році Філо Фарнсуорт виготовив та запатентував телевізійну систему з електронними як скануванням, так і пристроєм відображення. Здійснювалось передавання нерухомих зображень. Цю систему він удосконалив для здійснення передавання рухомих зображень та вперше в Америці продемонстрував для преси 1 вересня 1928 року.
Справжній прорив у техніці електронного телебачення здійснив учень Б. Розінга В. К. Зворикін (емігрував після революції в Америку і працював на RCA) — в 1923 році він подав заявку (патент отримав у 1938 році) на телебачення, засноване повністю на електронному принципі, а в 1931 році створив першу у світі передавальну електронну трубку з мозаїчним фотокатодом, названу «іконоскопом», поклало початок розвитку електронного телебачення. Іконоскоп — перша електронна передавальна телевізійна трубка, що дозволила почати масове виробництво телевізійних приймачів. Далі Зворикін зайнявся створенням повністю електронної телевізійної системи. Для повного успіху потрібно було провести велику роботу з удосконалення іконоскопа і кінескопа (приймальної трубки), систем перетворення і передачі електричних сигналів, розв'язанням технологічних проблем, пов'язаних з отриманням необхідної фоточутливої структури тощо.
У 1936 році Олімпійські ігри в Берліні передавалися кабелем до телевізійних станцій в Берліні і Лейпцизі, де публіка могла подивитися ігри наживо.
У 1935 році німецька фірма Fernseh AG і американська фірма Farnsworth Television, яка належала Філо Фарнсворту підписали угоду про обмін патентами і технологіями, щоб прискорити розвиток телевізійних передавачів і станцій у своїх країнах.
Регулярне телебачення з'явилося в Німеччині 1935 року. Націонал-соціалістичне телебачення проіснувало з березня 1935-го до вересня 1944-го. Його сигнал приймали близько 700 телевізійних апаратів по всій Німеччині.
2 листопада 1936 року BBC почало передачі першого у світі публічного регулярного телебачення високої чіткості з вікторіанського Александра-палас на півночі Лондона. У зв'язку з цим, BBC стверджує, що є батьківщиною телебачення у сучасному розумінні.
У 1936 році Кальман Тіганий описав принцип плазмового дисплея, першого дисплея з плоскою панеллю.
Мексиканський винахідник Гільєрмо Гонсалес Камарена також відіграє важливу роль у ранній історії телебачення. Його експерименти з телебаченням почалися у 1931 році й призвели до патенту на «trichromatic field sequential system» (систему кольорового телебачення) 1940 року.
В Українській РСР працювали короткометрові механічні телепередавачі в містах Одесі, Києві й Харкові, з 1932 року — телефільми, з 1934 року — зі звуковим супроводом.
Перші телевізійні передачі з використанням електронної системи з високою чіткістю зображення розпочато 1951 року у місті Харкові (у Москві — з 1946 року) групою радіоаматорів під керівництвом В. Вовчанка. З кінця 1951 року почав діяти телецентр у Києві. З лютого 1960 року почався регулярний обмін телепрограмами між Москвою і Києвом, а з 1961 року між Києвом та іншими містами колишнього СРСР. З 1967 року телецентри УРСР тільки приймали кольорові передачі, а з 1969 року — Київський, а з 1976 року, також і Львівський телецентри, розпочали пересилати кольорові програми. З 1978 роки всі передачі центральної програми з Москви стали кольоровими.
В 1996 році 21 листопада встановлено Всесвітнім днем телебачення на честь дати проведення першого Всесвітнього телевізійного форуму в Організації Об'єднаних Націй.

## Історія в Україні
З 01.11.2011 — в Україні стартувало мовлення цифрового телебачення у форматі DVB-T2[джерело?].

### HD-телебачення в Україні
- 01.12.2010 — телеканал Інтер почав тестово мовити у HD (Супутник та Воля). У високій чіткості (1920×1080і) він транслював серіали Свати 4, Котовський та Новорічне звернення Президента України.
- 10.01.2011 — телеканал «Інтер HD» припинив мовлення.
- 18.08.2011 — на конкурсі цифрового телебачення «DVB-T2», право мовити у HD отримали телеканали: Інтер, Україна, Кіноточка, Тоніс, Мега, Enter-music, MTV Україна та Банк-TV. Ще 2 канали, які мовитимуть у HD, оберуть пізніше. На ці місця претендують: ICTV, Новий канал, М1, СТБ, «Хокей», НТКУ (Перший).

Ці 8 (у майбутньому 10) каналів будуть мовити у «DVB-T2» — безплатно.
- 01.12.2011 — телеканал «Тоніс» — першим з 8 обраних каналів почне мовити у HD.

## Технічні принципи
Отримання телевізійного сигналу базується на скануванні зображення від оптичної системи телевізійних камер й перетворення коливань світлового потоку в електричний сигнал. Результатом сканування є одновимірний сигнал, що розбивається на кадри й рядки. Послідовність рядків і кадрів може записуватися на носій інформації або, в традиційному ефірному телебаченні, поступати до передавачів, де низькочастотний телевізійний сигнал зазвичай модулює високочастотні коливання, які випромінюються в простір за допомогою антен. Модульований високочастотний сигнал збуджує коливання в антенах приймальних пристроїв, і від антен поступають на вхід телевізора, де сигнал демодулюється, в ньому виділяються кадри й рядки, і відображається на екранах телевізорів.

## Застосування
Разом з радіомовленням телебачення є одним з наймасовіших засобів інформації, освіти, політичного і культурного виховання людства; також одним з основних засобів зв'язку, широко використовуваним у наукових дослідженнях при обсервації об'єктів з віддалі, в техніці, промисловості, транспорті, будівництві, сільському господарстві, метеорології, космічних і нуклеарних дослідженнях, у військовій справі тощо. Телебачення буває монохроматичним (чорно-білим) і кольоровим.

## Фінансування
В усьому світі, джерелами фінансування телевізійного мовлення, є суспільні кошти (державне фінансування), реклама, телевізійний абонемент (форма податку), підписка або будь-які їхні комбінації. Щоб захистити доходи компаній, підписні канали ТБ, як правило, зашифровано, щоб тільки платники могли розшифрувати сигнал. Незашифровані канали знані як канали FTA (англ. free to air).
У 2009 році глобальний світовий ринок ТБ був представлений 1 217 мільйонами домогосподарств, які мали принаймні один телевізор, а загальний дохід склав 268,9 мільярда євро (зниження на 1,2 % в порівнянні з 2008 роком). Найбільша частка ринку телевізійних доходів припадає на Північну Америку з показником 39 %, далі ідуть Європа (31 %), Азійсько-Тихоокеанський регіон (21 %), Латинська Америка (8 %) і Африка та Близький Схід (2 %).
У всьому світі, за різними джерелами, доходи ТБ на 45—50 % походять з телевізійної реклами, від 40 до 45 % з підписки та 10 % з державного фінансування.

## Екологічні аспекти
Електронно-променеві трубки (ЕПТ) телевізорів старого типу містять свинець. Деякі з нових дисплейних технологій (LCD) використовують лампи, що містять ртуть. Оскільки телевізори в розвинених країнах вимінюються раз на кілька років, то зростає занепокоєння з приводу відповідних електронних відходів (викинутих телевізорів). Існують також проблеми, пов'язані зі здоров'ям та охороною праці професійних дизасемблерів, які видобувають мідні дроти та інші матеріали з ЕПТ. З екологічними проблемами пов'язані також щораз жорсткіші вимоги щодо енергозбереження нових телевізорів.

## Супутникове
Супу́тникове телеба́чення — система передачі телевізійного сигналу від передавального центру до споживача через штучний супутник Землі, розташований на геостаціонарній навколоземній орбіті над екватором[джерело?].
Станом на початок 2010 року в Україні діяло чотири оператори надання послуг супутникового телебачення:
- ООО «Диджиталфлай Юкрейн» (марка Digital Fly Ukraine, або MYtv): передає пакет власних каналів через супутник Thor-6, загальний пакет через супутники Hot Bird, Astra 4A (Sirius), Thor та Amos 3;
- «Віасат Україна»: використовує супутник Astra 4A, можливе отримання додаткових даних з Hot Bird та Amos;
- «Поверхность+»: здійснює мовлення з супутника Eutelsat W4;
- «НТВ-плюс Україна»: також використовує Eutelsat W4.

За даними маркетингових досліджень, в Україні приблизно 2,9 млн користувачів супутникового телебачення, але через поширене піратство, кількість комерційних абонентів оцінюють на рівні близько 80 тис. осіб.
В Україні наземну передавальну станцію має лише «Поверхность+», решта операторів використовує закордонні: MYtv — в Словенії, «Віасат Україна» — в Німеччині, «НТВ-плюс Україна» передає сигнал через російську станцію супутникового оператора «НТВ-Плюс».

## Цифрове
Цифрове́ телеба́чення (англ. Digital Television, DTV) — галузь телевізійної техніки, в якій передача, обробка та зберігання телевізійного сигналу відбувається у цифровій формі.
Окрім систем телевізійного мовлення, методи та засоби цифрового телебачення лягли в основу сучасних систем відеозв'язку, до яких відносяться відеотелефонія (комунікація 1 на 1) та відеоконференц-зв'язок (групова комунікація). Методи кодування сигналів в системах відеозв'язку описані в спеціальних стандартах, таких як H.261, H.262, H.263 та інші. Наприкінці 1998 року був затверджений стандарт MPEG-4, який забезпечував передачу відео та звуку по вузькосмугових каналах передачі даних.
У 2008 році було вирішено, що в Україні поступово буде впроваджено стандарт цифрового телебачення DVB-T.
У травні 2009 року почалися передачі на постійній основі програм цифрового телебачення в Києві, Київській, Житомирській і Одеській областях. Згідно з програмою НКТР, з 2012 року до відкриття Євро-2012 українське телебачення має перейти на винятково цифрове мовлення.
З 4 лютого 2010 року у 12 областях (Київська, Одеська, Житомирська, Дніпропетровська, Львівська, Чернігівська, Вінницька, Запорізька, Миколаївська, Тернопільська, Закарпатська та Крим) почали передачу цифрового телебачення. Однак на ці частоти концерн РРТ не мав ліцензій і був змушений невдовзі припинити мовлення.
Навесні 2011 року Національна рада України з питань телебачення і радіомовлення вирішила змінити стандарт цифрового телебачення на DVB-T2. А восени вона ухвалила рішення про шифрування сигналу. Через шифрування сигнал зможуть приймати лише спеціальні декодери конкретних виробників, а не будь-які декодери DVB-T2. У державному бюджеті на 2012 рік було виділено 350 мільйонів гривень на закупівлю цих конкретних декодерів. 21 березня 2012 року Кабінет Міністрів України прийняв постанову «Про затвердження Порядку використання коштів, передбачених у державному бюджеті для забезпечення населення засобами приймання сигналів цифрового телерадіомовлення».
До вересня 2011 року компанія Зеонбуд побудує національну цифрову телемережу DVB-T2, що міститиме у собі 32 канали, включаючи канали високої чіткості (до 2,5 Мбіт/с).

## Стандарти та системи

Системи телебачення країн світу (2006 рік)

Стандартом телевізійного мовлення заведено називати сукупність числа рядків розкладання кадру, частоту зміни кадрів, або полів і тип розгортки. Вже кілька десятиліть у світі переважають три стандарти:
- 525 рядків, 59,94 полів у секунду в Америці і Японії, послідовна розгортка (NTSC);
- 625 рядків, 50 полів у секунду в Європі, розгортка через рядок (PAL);
- 625 рядків, 50 полів у секунду у Франції, Росії, Китаї і деяких країнах Близького Сходу, розгортка через рядок (SECAM).

Зараз їм на зміну приходить телебачення високої чіткості (ТВЧ). Є два стандарти, вони можуть мати розгортку через рядок (з розміром кадру 1080 рядків), або порядкову розгортку (прогресивну, з розміром кадру 720 рядків):
- 720 рядків/50 полів, 60 полів, 30 кадрів, 25 кадрів, 24 кадри;
- 1080 рядків 50 полів, 60 полів, 30 кадрів, 25 кадрів, 24 кадри.

Під системою телебачення розуміють спосіб кодування інформації про колір. Є три системи (у порядку розробки):
1. NTSC
2. PAL
3. SECAM

Наземне телебачення — система передачі телевізійного сигналу до споживача за допомогою інфраструктури телевізійних веж і передавачів в діапазоні 47—862 МГц. Для прийому сигналу використовується внутрішньокімнатна або зовнішня антена.

## Критика

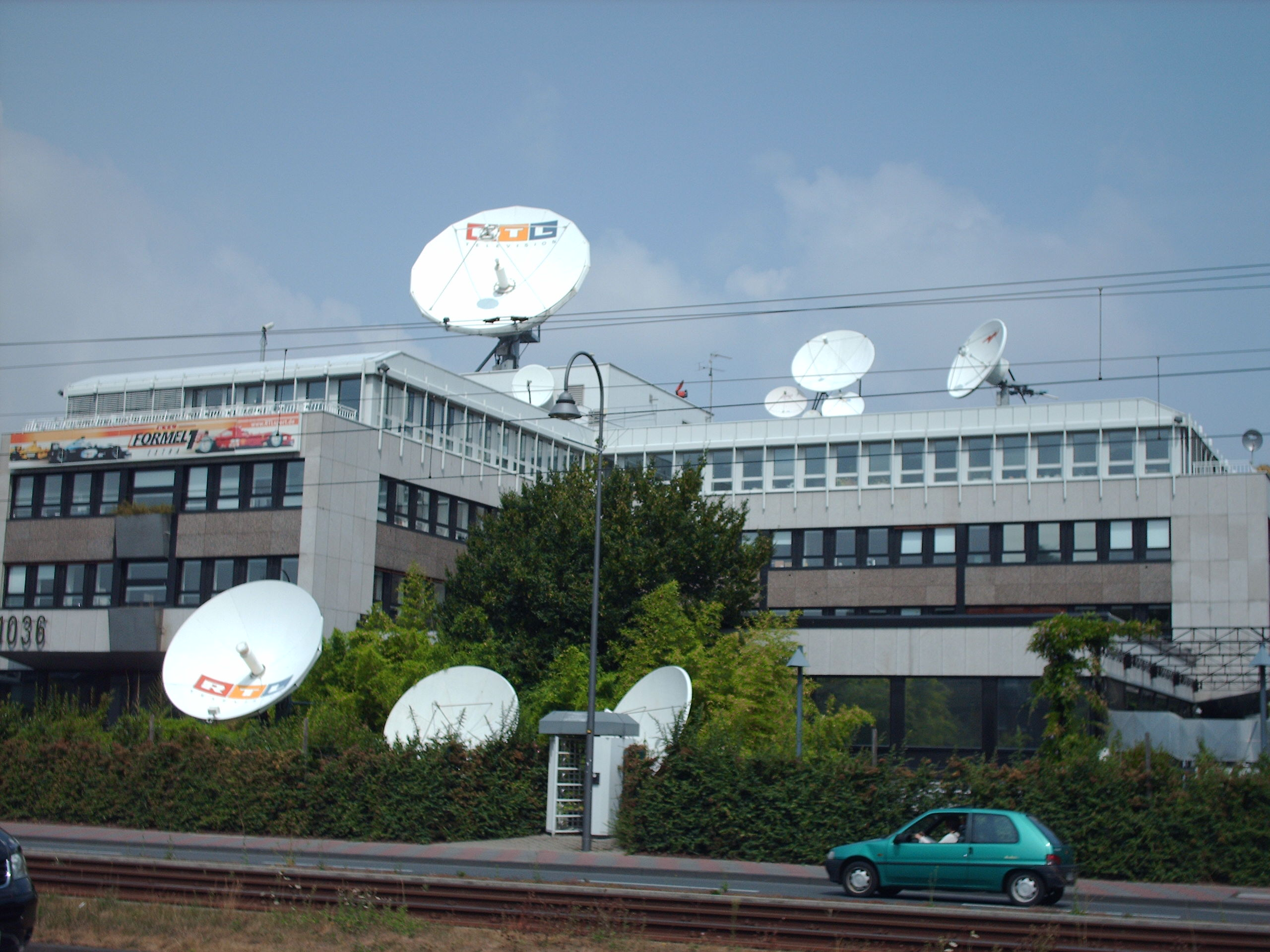
Будівля телестанції. Залізні роги на дахах будинків

У будь-якого явища є як позитивні, так і негативні сторони. Телебачення не є винятком. Тому частина віруючих людей (православні, католики, мусульмани, юдеї) виступають проти наявності телебачення в будинках. Для цього використовують різні аргументи, від звернень до релігійних догматів до досліджень, які стосуються впливу телебачення на фізичне і психічне здоров'я людей. Також існують і люди, які відмовляються від телебачення не з релігійних причин, а з метою кращого управління власним часом та його економії. Також існує думка, що телебачення має створювати громадянина, спотворювати його бачення щодо реальності в цілому і зокрема.